# Machado de Assis
Joaquim Maria Machado de Assis (pronunciación AFI: [ʒua'kĩ ma'riɐ ma'ʃadu dʒi a'sis]; Río de Janeiro, 21 de junio de 1839 - Río de Janeiro, 29 de septiembre de 1908) fue un escritor brasileño, ampliamente considerado como el mayor nombre de la literatura brasileña. Escribió en prácticamente todos los géneros literarios, como poesía, novela, crónica, teatro, cuento, folletín, periódico y crítica literaria. Fue testigo del cambio político en Brasil, cuando la República substituyó al Imperio, y fue un gran comentador y relator de los acontecimientos político-sociales de su época.
Nacido en Morro do Livramento, Río de Janeiro, en una familia pobre, estudió en escuelas públicas y nunca acudió a la universidad. Los biógrafos señalan que, interesado por lo bohemio y por la corte, luchó para ascender socialmente por medio de su superioridad intelectual. Para eso, asumió diversos cargos públicos, pasando por el Ministerio de la Agricultura, del Comercio y de las Obras Públicas, y consiguiendo precoz notoriedad en periódicos donde primero publicó sus poesías y crónicas. En su madurez, unido a colegas próximos, fundó y fue el primer presidente unánime de la Academia Brasileira de Letras.
Su extensa obra la constituyen nueve novelas y piezas teatrales, doscientos cuentos, cinco colecciones de poemas y sonetos y más de seiscientas crónicas. Machado de Assis es considerado el introductor del Realismo en Brasil, con la publicación de Memórias Póstumas de Brás Cubas (1881). Dicha novela es puesta al lado de todas sus producciones posteriores, Quincas Borba, Dom Casmurro, Esaú e Jacó y Memorial de Aires, ortodoxamente conocidas como pertenecientes a su segunda fase, en las cuales se notan rasgos de pesimismo e ironía, aunque no rompa con los residuos románticos. De esa fase, los críticos destacan que sus mejores obras son las de la Trilogía Realista. Su primera fase literaria está constituida por obras como Ressurreição, A Mão e a Luva, Helena e Iaiá Garcia, donde se notan características heredadas del Romanticismo, o "convencionalismo", como prefiere la crítica moderna.
Su obra es de fundamental importancia para las escuelas literarias brasileñas de los siglos XIX y XX y tiene actualmente gran interés académico y público. Influyó en grandes nombres de las letras, como Olavo Bilac, Lima Barreto, Drummond de Andrade, John Barth, Donald Barthelme y otros. En su tiempo de vida, alcanzó relativa fama y prestigio en Brasil, sin embargo, no disfrutó de popularidad. Hoy en día, por su innovación y audacia en temas precoces, es frecuentemente visto como el escritor brasileño de producción sin precedentes, de forma que, recientemente, su nombre y su obra han alcanzado diversos críticos, estudiosos y admiradores del mundo entero. Machado de Assis es considerado uno de los grandes genios de la historia de la literatura, al lado de autores como Dante, Shakespeare y Camões.

## Biografía

### Primeros pasos
Hijo del mulato Francisco José de Assis, pintor de brocha gorda y descendiente de esclavos libertos, y de Maria Leopoldina Machado, una lavandera portuguesa de las islas Azores, Machado de Assis pasó su infancia en la casa de campo de la viuda de un senador del Imperio, en la Ladeira Nova do Livramento, donde su familia vivía a jornal. De salud frágil, epiléptico y tartamudo, se sabe poco de su infancia y su primera juventud. Quedó muy pronto huérfano de madre y también perdió a su hermana menor. No frecuentó la escuela regular, pero, en 1851, cuando murió su padre, su madrastra Maria Inés, que por entonces vivía en San Cristóbal, empezó a trabajar como dulcera en un colegio del barrio, y Machadinho, como le llamaban, se hizo vendedor de dulces. En el colegio tuvo contacto con profesores y alumnos, y es probable que asistiese a las clases cuando no estaba trabajando.
Aun sin tener acceso a las clases regulares, se empeñó en aprender y, todavía muy joven, se convirtió en uno de los mayores intelectuales del país. Hay pruebas de que en San Cristóbal conoció a una señora francesa, dueña de una panadería, cuyo hornero le dio las primeras lecciones de francés, que hablaba con fluidez, llegando a traducir en su juventud la novela Los trabajadores del mar, de Victor Hugo. También aprendió inglés, y tradujo poemas como El cuervo, de Edgar Allan Poe. Posteriormente estudió alemán y español, siempre de manera autodidacta. Debido a sus trabajos como traductor de famosos novelistas, incorporó a muchas de sus obras textos y estilos que imitaban a los grandes autores a los que admiraba.
De origen humilde, Machado de Assis inició su carrera trabajando en periódicos y en la imprenta oficial de Río de Janeiro, donde entabló contacto con el conocido escritor Joaquim Manuel de Macedo. En 1855, a los quince años, se estrenó en la literatura, con la publicación del poema Ela en la revista Marmota Fluminense. Continuó colaborando intensamente en periódicos, como cronista, cuentista y crítica literario, alcanzando respeto como intelectual incluso antes de convertirse en un gran novelista. Machado conquistó la admiración y amistad del novelista José de Alencar, principal escritor de la época.

### Labor literaria

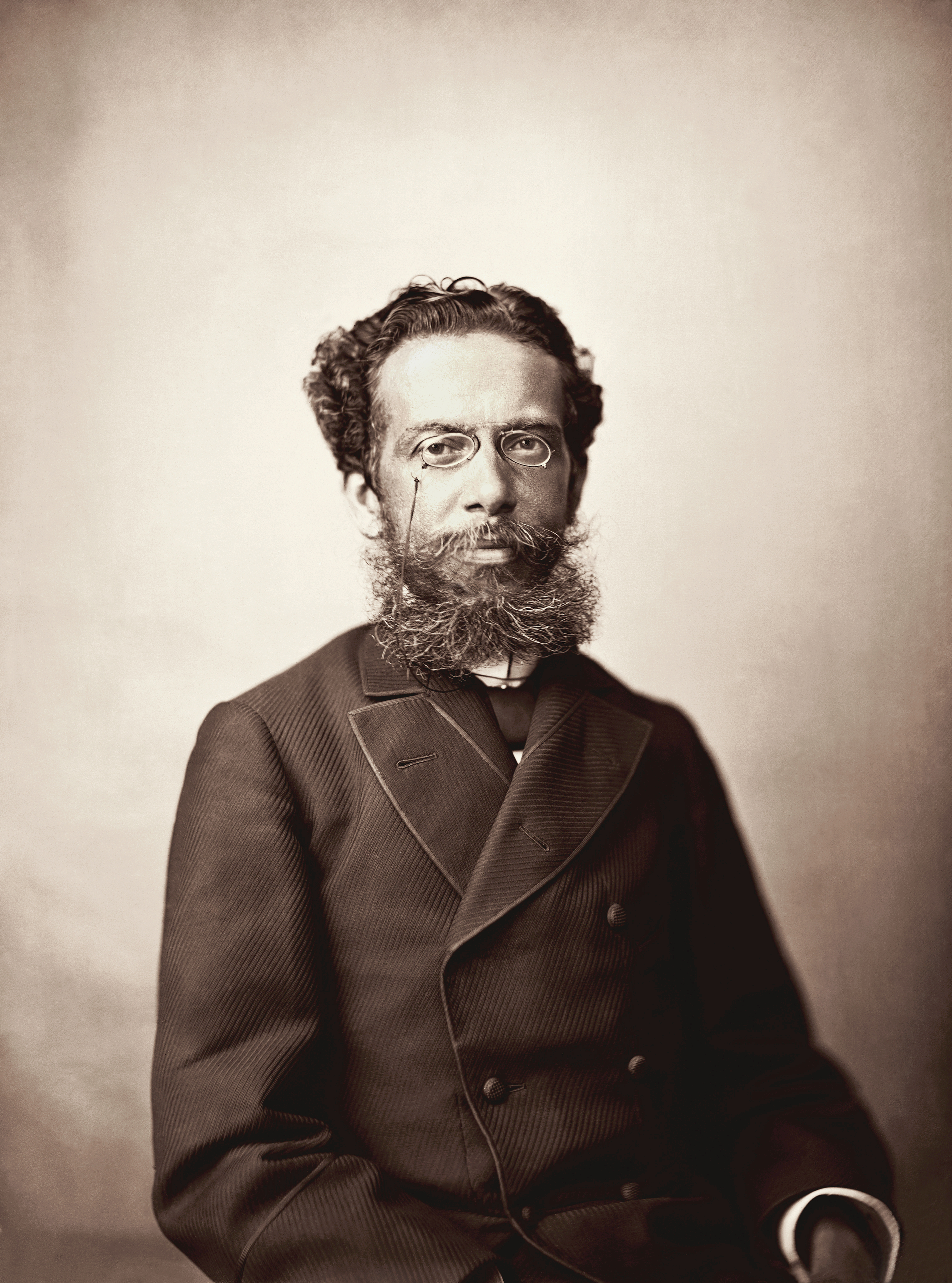
Machado de Assis, foto de 1890.

En 1864 publicó su primer libro, la colección de poemas Crisálidas. En 1869 contrajo matrimonio con la portuguesa Carolina Xavier de Novaes, hermana del poeta Faustino Xavier de Novaes, cuatro años mayor que él. En 1873 ingresó en el Ministerio de Agricultura, Comercio y Obras Públicas, como primer oficial. Posteriormente ascendería en la carrera funcionarial y se jubilaría en el cargo de director del Ministerio de Transportes y Obras Públicas.
Pudiendo dedicarse con mayor comodidad a la carrera literaria, escribió una serie de libros de carácter romántico. Es la llamada primera fase de su carrera, en la que destacan las siguientes obras: Ressurreição (1872), A Mão e a Luva (1874), Helena (1876), y Iaiá Garcia (1878), así como las recopilaciones de cuentos Contos Fluminenses (1870),  Histórias da Meia Noite (1873), las colecciones de poemas Crisálidas (1864), Falenas (1870), Americanas (1875), y las obras teatrales Os Deuses de Casaca (1866), O Protocolo (1863), Queda que as Mulheres têm para os Tolos (1861) y Quase Ministro (1864).
En 1881 abandonó definitivamente el romanticismo de la primera fase de su obra y publicó Memorias póstumas de Brás Cubas, que marca el inicio del realismo en Brasil. El libro, extremadamente atrevido, está narrado por un difunto y comienza con una dedicatoria inusitada: «Al gusano que primero royó las frías carnes de mi cadáver dedico con sentido recuerdo estas memorias póstumas». Tanto Memorias póstumas de Brás Cubas como las demás obras de su segunda fase van mucho más allá de los límites del realismo, a pesar de ser normalmente clasificadas en dicho movimiento. Machado, como todos los autores de genio, escapa a los límites de todas las escuelas, creando una obra única.
En esta segunda etapa, las características principales de sus obras son la introspección, el humor y el pesimismo en relación con la esencia del hombre y su relación con el mundo. Destacan los cuentos, recopilados en Papéis Avulsos (1882), Várias Histórias (1896), Páginas Recolhidas (1906), Relíquias da Casa Velha (1906), y el libro de poemas Ocidentais. Pero, sobre todo, sus cinco novelas capitales, que son: Memorias póstumas de Brás Cubas (1881), Quincas Borba (1892), Don Casmurro (1900), y las dos últimas y enlazadas, Esaú e Jacó (1904), Memorial de Aires (1908).
En 1904 falleció Carolina Xavier de Novaes y Machado de Assis compuso uno de sus mejores poemas, Carolina, en homenaje a su esposa. Solitario y triste tras la desaparición de su mujer, Machado de Assis murió el 29 de septiembre de 1908, en su vieja casa del barrio carioca de Cosme Velho.

## Obra

### Poesía
- Crisálidas, 1864
- Falenas, 1870
- Americanas, 1875
- Ocidentais, 1901
- Poesías completas, 1901
- Esaú y Jacob, 1904

### Novela
- Ressurreição, 1872
- A mão e a luva, 1874
- Helena, 1876
- Iaiá Garcia, 1878
- Memórias Póstumas de Blas Cubas, 1881
- Quincas Borba, 1891
- Dom Casmurro, 1899
- Esaú e Jacó, 1904
- Memorial de Aires, 1908

### Cuentos
- Contos fluminenses, 1870
- Histórias da meia-noite, 1873
- misa de gallo  1873
- Papéis avulsos, 1882
- O alienista, 1882
- Histórias sem data, 1884
- Várias histórias, 1896
- Páginas recolhidas, 1899
- Relíquias da casa velha, 1906

### Teatro
- Hoje avental, amanhã luva, 1860
- Queda que as mulheres têm para os tolos, 1861
- Desencantos, 1861
- O caminho da porta, 1863
- O protocolo, 1863
- Quase ministro, 1864
- Os deuses de casaca, 1866
- Tu, só tu, puro amor, 1880
- Não consultes médico, 1896
- Lição de botânica, 1906

## Traducciones al español
- El alienista (Ilustrado). Lima, 2024. Tr. Pablo Alejos Flores (edición independiente). Disponible en Amazon.com ISBN 978-612-00-9326-9
- Helena, Barcelona, Sirmio, 1992; tr. B. Losada ISBN 978-84-7769-051-1
- Quincas Borba, Barcelona, Icaria, 1990; tr. M. Cohen.
- Don Casmurro, Madrid, Cátedra, 1991; Barcelona, Círculo de Lectores, 2000; tr. P. del Barco.
- El alienista, Menoscuarto Ediciones, 2009, ISBN 978-84-96675-25-4
- La causa secreta y otros cuentos de almas enfermas, Madrid, Celeste, 2000; tr. J. Martín.
- Memorial de Aires, Valladolid, Cuatro.ediciones, 2001; tr. J. Dias-Sousa,  ISBN 978-84-931403-3-5
- Memorias póstumas de Blas Cubas, Madrid, Alianza, 2003; tr. J. Á. Cilleruelo, ISBN 978-84-206-5510-9
- Memorias póstumas de Blas Cubas, México. SEP/UNAM, 1982; tr. Antonio Alatorre, ISBN 968-80-0272-0
- Memorias póstumas de Blas Cubas, Lima, Amotape Libros, 2015; tr. Óscar Limache y Alfredo Ruiz, ISBN 978-612-46965-6-5
- La causa secreta y otras historias, edición bilingüe, Lima, Amotape Libros, 2015; sel. Charles dos Santos; tr. Óscar Limache y Alfredo Ruiz, ISBN 978-612-46965-5-8
- Los papeles de Casa Velha, Madrid, Funambulista, 2005; tr. J. S. Cárdenas, ISBN 978-84-934532-4-4.
- Crónicas escogidas, Madrid, Sexto piso, 2008; tr. A. Coelho, ISBN 978-84-96867-19-2
- Quincas Borba, Buenos Aires, La Compañía, 2010; traducción y posfacio de Marcelo Cohen.
- La mano y el guante, Madrid, Siete Mares, 2011, tr. M. Serrano Pascual, ISBN 978-84-934966-5-4
- Cuentos de madurez, Valencia, Pre-Textos, 2011, tr. B. Guerra de Lemos, J. Bautista Rodríguez, ISBN 978-84-92913-90-9
- El alienista y otros relatos, México, Biblioteca del universitario n.º 48, 2013; Universidad Veracruzana, tr. Santiago Kovladoff, prólogo de Rodolfo Mendoza Rosendo, ISBN 978-607-502-246-8